# Monoeca brasiliensis
Monoeca brasiliensis là một loài Hymenoptera trong họ Apidae. Loài này được Lepeletier & Audinet-Serville mô tả khoa học năm 1828.